# Mexara atascasus
Mexara atascasus är en insektsart som beskrevs av Ball 1936. Mexara atascasus ingår i släktet Mexara och familjen dvärgstritar. Inga underarter finns listade i Catalogue of Life.